# Гонсалес Лопес, Густаво
Густа́во Энри́ке Гонса́лес Ло́пес (исп. Gustavo Enrique González López) — венесуэльский государственный и военный деятель, в 2015—2016 годах — министр внутренних дел Венесуэлы, в 2014—2015 и с июня 2017 года — директор службы государственной безопасности и тайной политической полиции СЕБИН. Генерал-аншеф.

## Биография
В июле 1982 года окончил Военную академию.
В 2003 году он был назначен генеральным директором департамента планирования и развития людских ресурсов министерства инфраструктуры.
В 2004 году был назначен президентом Фонда оснащения регионов оборудованием Fundabarrios при министерстве инфраструктуры.
В 2006 году занял пост начальника объединённого метрополитена Каракаса и Лос-Текеса.
В 2008 году указом Уго Чавеса назначен командующим 5-й пехотной дивизии и гарнизоном Сьюдад-Боливара (штат Боливар).
С 30 июля 2011 по июль 2013 года — командующий Боливарианской милиции. С 4 сентября 2013 года — ответственный за безопасность национальной энергосистемы, с октября — директор Стратегического центра безопасности и защиты Отечества (CESPPA).
С 17 февраля 2014 года — директор службы национальной разведки — службы государственной безопасности и тайной политической полиции СЕБИН. Стал одним из семи венесуэльских чиновников, которые получили личные санкции со стороны правительства США при Бараке Обаме за предполагаемые нарушения прав человека. После введения этих санкций президент Николас Мадуро назначил его министром внутренних дел, справедливости и мира (название МВД страны) (занимал этот пост до августа 2016).
30 июня 2017 года вновь назначен главой СЕБИН. 2 июля ему присвоено звание генерал-аншефа. По данным газеты «El Nacional», входит в круг доверенных лиц бывшего председателя Национального собрания Диосдадо Кабельо.
22 сентября 2017 года Канада ввела санкции против 40 официальных лиц Венесуэлы, в том числе Густаво Гонсалеса Лопеса, по обвинению в нарушении конституционного порядка. В январе 2018 года он и ещё несколько должностных лиц Венесуэлы были внесены в санкционный список Европейского союза. В марте 2018 года он был включён в санкционные списки Швейцарии и Панамы.